# ناحیه الفزبورگ، شهرستان سیبلی، مینه‌سوتا
شهرستان الفزبورگ، بخش سیبلی، مینه‌سوتا (به انگلیسی: Alfsborg Township, Sibley County, Minnesota) یک منطقهٔ مسکونی در ایالات متحده آمریکا است که در مینه‌سوتا واقع شده‌است.

## خصوصیات
شهرستان الفزبورگ ۹۰٫۹ کیلومترمربع مساحت و ۳۵۶ نفر جمعیت دارد و ۳۰۵ متر بالاتر از سطح دریا واقع شده‌است.